# Алмаши, Ладислав
Ладислав Ал(ь)маши (Альмаси) (род. 6 марта 1999[…], Братислава) — словацкий футболист, нападающий клуба «Баник (Острава)» и сборной Словакии. Выступает на правах аренды за клуб «Осиек».

## Карьера
Дебютировал в Фортуна-лиге Словакии 1 марта 2016 года в составе клуба «Сеница» из одноимённого города в матче против клуба «ВиОн» (Злате-Моравце). По окончании чемпионата перешёл в словацкий клуб «ДАК 1904». В 2019 году на правах аренды играл за клубы «FC ŠTK 1914 Šamorín» (Шаморин) и «Петржалка» (Братислава). В 2020 году перешёл в клуб «Ружомберок» из одноимённого города.
В январе 2021 года Алмаши был арендован грозненским «Ахматом» до конца сезона.